# ماتفريد
ماتفريد (توفي عام 836)؛ هو نبيل فرنجي وكونت أورليان خلال عهد الإمبراطور لويس التقي؛ يُعتقد عادةً أنه كان أول من السلالة المعروفة لدى المؤرخين باسم الماتفريدية (بالألمانية: Matfridinger أو Matfriede ).
أصبح ماتفريد كونت أورليان منذ حوالي عام 818، ورافق الإمبراطور في رحلته إلى بريتاني في عام 824، وخدم في بلاط لويس، ومع ذلك وفي عام 825 قام بدعم لوثار الابن الأكبر للإمبراطور لويس في ثورته ضد والده، وبعد أن استعاد مكانته قاد جيشًا فرنجيًا إلى الثغر الإسباني عند الحدود الإمبراطورية في عام 827، بالمشاركة مع صهره هيو كونت تورز وابن لويس بيبين ملك آكيتاين.
فشل جيشه في مواجهة غزو عبد الله البلنسي، وفي العام التالي جردت جمعية الإمبراطورية بآخن ماتفريد وهيو من ألقابهما، وبعد ذلك وعلى الرغم من أنه دعم تمرد أبناء الإمبراطور لويس في كل مناسبة، فقد أعيد مراراً وتكراراً إلى أراضيه وألقابه.
مات ماتفريد الذي كان يخدم لوثار مرة أخرى، في إيطاليا في عام 836 أثناء بسبب الطاعون .
كان ماتفريد الثاني الذي يُفترض أنه ابن الأول، نبيل في لوثارينجيا أثناء حكم لوثار وابنه لوثار الثاني، وهو شاهد متكرر على مواثيقهما في الفترة من 843 إلى 860، وكان ماتفريد الثالث الذي يُفترض أنه ابن الثاني نبيل في الفترة من 867 إلى 878، ومع ذلك ربما يكون هو نفس الشخص مثل ماتفريد الثاني. ومن بين الأعضاء المعرفين اللاحقين لسلالته غودفري الأول دوق لورين السفلى.